# Vincent McEveety
Vincent Michael McEveety (10 de agosto de 1929 – 19 de mayo de 2018) fue un director de cine y televisión estadounidense.

## Carrera
McEveety nació en Los Angeles, hijo de Bernard Francis McEveety (1893–1971) y Mary Ellen McEveety (nombre de soltera Leahy, 1888–1971). Se casó con Mary Ann O'Dell (1935–2023), con la que tuvo cuatro hijos.
Vince McEveety dirigió numerosos Premios Emmy como Los Intocables (The Untouchables), 35 episodios de Gunsmoke, seis de Star Trek ("Dagger of the Mind", "El equilibrio del terror", "Por medio de la fuerza" y "La daga de la mente"), Magnum, P.I., La conquista del Oeste (How the West Was Won), The Man from U.N.C.L.E., Stranger at My Door,  Se ha escrito un crimen (Murder, She Wrote) o Diagnóstico Asesinato (Diagnosis: Murder).
En 1991, McEveety dirigió el episodio ganador de la NBC In the Heat of the Night, titulado "Sweet, Sweet Blues", con Bobby Short y James Best como artistas invitados. Ese año Heat ganó el primer Premios NAACP Image en la categoría de Series dramáticas y James Best el Crystal Reel Award a lmejor actor.
De 1994 a 1997, McEveety produjo la serie de televisión Columbo protagonizado por Peter Falk, para la que también dirigió siete episodios entre 1990 y 1997. Se rindió homenaje a sus contribuciones a la serie con una mención humorística de un personaje que lleva su apellido en el episodio "Columbo" "Undercover", que dirigió.
McEveety dirigió numerosas películas para Walt Disney Productions, como The Million Dollar Duck, El perro cenicienta (The Biscuit Eater), Las locas aventuras de Superpapá (Superdad), El hombre más fuerte del mundo (The Strongest Man in the World), The Apple Dumpling Gang Rides Again, Herbie Goes to Monte Carlo (Herbie Goes to Monte Carlo), y Herbie, torero (Herbie Goes Bananas). McEveety también dirigió partes de Los ojos del bosque (The Watcher in the Woods).
Su film Los malvados de Firecreek (Firecreek) (1968), protagonizado por James Stewart, Henry Fonda y Inger Stevens, toca temas previamente ignorados por el género e influyó en una generación de cineastas. McEveety volvería al western con El cowboy náufrago (The Castaway Cowboy) (1974), protagonizado por James Garner y Vera Miles.

## Filmografía seleccionada
Director
| Año  | Título en España                                        | Título original                |
| ---- | ------------------------------------------------------- | ------------------------------ |
| 1968 | Los malvados de Firecreek                               | Firecreek                      |
| 1969 | Una Tierra Salvaje                                      | This Savage Land               |
| 1971 | The Million Dollar Duck                                 |                                |
| 1972 | El perro cenicienta                                     | The Biscuit Eater              |
| 1973 | Un ángel para Charlie                                   | Charley and the Angel          |
| 1973 | Las locas aventuras de Superpapá                        | Superdad                       |
| 1974 | Wonder Woman                                            | TV movie                       |
| 1974 | El cowboy náufrago                                      | The Castaway Cowboy            |
| 1975 | El hombre más fuerte del mundo                          | The Strongest Man in the World |
| 1976 | El tesoro de Matecumbe                                  | Treasure of Matecumbe          |
| 1976 | Gus                                                     |                                |
| 1977 | El fantasma del Lago del Ciprés                         | The Ghost of Cypress Swamp     |
| 1977 | Herbie en el Grand Prix de Montecarlo                   | Herbie Goes to Monte Carlo     |
| 1979 | The Apple Dumpling Gang Rides Again                     |                                |
| 1980 | Herbie, torero                                          | Herbie Goes Bananas            |
| 1981 | Amy                                                     |                                |
| 1986 | Ask Max                                                 | TV movie                       |
| 1987 | Gunsmoke: Return to Dodge                               | TV movie                       |
| 1991 | El asesino llama a la puerta                            | Stranger at My Door            |
| 1995 | A Perry Mason Mystery: The Case of the Jealous Jokester |                                |